# きゃりーぱみゅぱみゅの なんとかぱんぱんラジオ
『きゃりーぱみゅぱみゅの なんとかぱんぱんラジオ』は、JFNCの制作により、JFN系列各局で2019年4月から2023年9月までの4年半に亘って放送されていたラジオ番組である。

## 概要
きゃりーぱみゅぱみゅとジグザグジギーの池田勝が、コーナーや気ままにおしゃべりする自由が特徴的なラジオ番組というものだった。
メールは、AuDeeのメールフォームで募集。
ツイッターの番組公式ハッシュタグは愛称でもある「#きゃりぱん」。
音声配信プラットフォーム・AuDeeでは番組の『嵐の大野さんとの釣りの話！（番組未放送！）』や番組未放送のレアトーク、通常のアフタートークを配信している。

## 出演者
- きゃりーぱみゅぱみゅ
- 池田勝（ジグザグジギー）

## ネット局
放送終了時点
| 放送対象地域   | 放送局名                         | 放送時間                     | 備考   |
| -------------- | -------------------------------- | ---------------------------- | ------ |
| 徳島県         | エフエム徳島（FM TOKUSHIMA）     | 月曜 4:00 - 4:30             |        |
| 宮崎県         | エフエム宮崎（JOY FM）           | 月曜 21:00 - 21:30           |        |
| [ 注 1 ]       | interfm                          | 月曜 23:30 - 翌0:00          |        |
| 宮城県         | エフエム仙台（Date fm）          | 火曜 12:00 - 12:25           |        |
| 栃木県         | エフエム栃木（RADIO BERRY）      | 火曜 21:00 - 21:30           | [ 5 ]  |
| 大分県         | エフエム大分（Air-Radio FM88）   | 火曜 21:00 - 21:30           |        |
| 青森県         | エフエム青森（AFB）              | 水曜 20:00 - 20:30           | [ 6 ]  |
| 島根県・鳥取県 | エフエム山陰（V-air）            | 木曜 20:00 - 20:30           | [ 7 ]  |
| 高知県         | エフエム高知（Hi-Six）           | 木曜 20:30 - 20:55           | [ 8 ]  |
| 熊本県         | エフエム熊本（FMK）              | 木曜 21:00 - 21:30           | [ 9 ]  |
| 佐賀県         | エフエム佐賀（FMS）              | 金曜 20:30 - 20:55           |        |
| 群馬県         | エフエム群馬（FM GUNMA）         | 土曜 9:30 - 9:55             | [ 10 ] |
| 長野県         | 長野エフエム放送（FM長野）       | 土曜 12:30 - 12:55           |        |
| 岡山県         | 岡山エフエム放送（FM OKAYAMA）   | 土曜 12:30 - 12:55           | [ 11 ] |
| 福井県         | 福井エフエム放送（FM FUKUI）     | 土曜 18:00 - 18:30           | [ 12 ] |
| 石川県         | エフエム石川（HELLO FIVE）       | 土曜 18:30 - 18:55           |        |
| 滋賀県         | エフエム滋賀（e-radio）          | 土曜 20:00 - 20:30           | [ 13 ] |
| 兵庫県         | 兵庫エフエム放送（Kiss FM KOBE） | 日曜 0:30 - 0:55（土曜深夜） | [ 14 ] |
| 岐阜県         | エフエム岐阜（FM GIFU）          | 日曜 18:30 - 18:55           | [ 15 ] |

### 放送終了以前に打ち切られた局
| 放送対象地域 | 放送局名                         | 放送時間           | 放送期間                                      | 備考   |
| ------------ | -------------------------------- | ------------------ | --------------------------------------------- | ------ |
| 岩手県       | エフエム岩手（FMI）              | 月曜 19:00 - 19:30 | 2019年10月 - 2022年3月                        |        |
| 秋田県       | エフエム秋田（AFM）              | 水曜 18:30 - 18:55 | 2019年4月 - 2019年5月 2020年10月 - 2022年10月 | [ 16 ] |
| 山形県       | エフエム山形（Rhythm Station）   | 土曜 18:00 - 18:30 | 2019年4月 - 2022年3月                         |        |
| 福島県       | エフエム福島（ふくしまFM）       | 土曜 21:30 - 21:55 | 2019年4月 - 2021年10月                        | [ 17 ] |
| 新潟県       | エフエムラジオ新潟（FM-NIIGATA） | 月曜 21:30 - 21:55 | 2019年4月 - 2021年6月                         | [ 18 ] |
| 富山県       | 富山エフエム放送（とやまFM）     | 火曜 21:30 - 21:55 | 2020年4月 - 2022年3月                         |        |
| 愛知県       | エフエム愛知（FM AICHI）         | 月曜 20:30 - 21:00 | 2020年4月 - 2022年3月                         | [ 19 ] |
| 大阪府       | エフエム大阪（FM大阪）           | 火曜 5:30 - 5:55   | 2019年4月 - 2021年9月                         |        |
| 広島県       | 広島エフエム放送（HFM）          | 日曜 21:30 - 21:55 | 2019年4月 - 2021年9月                         |        |
| 山口県       | エフエム山口（FMY）              | 火曜 20:30 - 20:55 | 2019年10月 - 2022年3月                        |        |
| 長崎県       | エフエム長崎（FM Nagasaki）      | 日曜 18:30 - 18:55 | 2019年4月 - 2020年3月                         | [ 20 ] |

## 進行情報
- オープニングトーク
- オープニングソング

※（オープニング:CMソング）「CORNELIUS 明朝さんとゴシックさん」
- きゃりーちゃんへの質問・相談

（その他、募集を行っていた不定期コーナー）
「投稿！KPP タイムズ」
きゃりーに知って欲しい隠れた芸能情報、アーティスト情報、くだらないゴシップ情報を教えて。
「恋愛ぱんぱん相談室」（恋愛相談の特化したコーナー）
「教えて！KPPファイブ！」
「ランキングのテーマ」をリスナーから募集。
「きゃりーのアリナシ一問一答」
「分かってる？ どっちのきゃりー！」
番組内で紹介されたリスナーには番組オリジナルステッカーがプレゼントされる。
※（エンディング:CMソング）「CORNELIUS チーム○○」
- エンディングトーク[注 2]